# Wilco Zeelenberg
Wilco Zeelenberg, född 19 augusti 1966 i Bleiswijk, är en nederländsk före detta professionell roadracingförare som var aktiv i världsmästerskapen i Grand Prix Roadracing i 80-klassen  från säsongen 1986 till säsongen 1987 och i 250-klassen från säsongen 1988 till säsongen 1997.
Zeelenberg var som bäst Roadracing-VM 1990 då han blev femma efter en Grand Prix-seger och fyra tredjeplatser samt Roadracing-VM 1991 då han blev VM-fyra efter bland annat en andraplats och fyra tredjeplatser. Hans enda Grand Prix-seger kom i Västtysklands Grand Prix 1990 på Nürburgring efter en hård spurtstrid där de fyra främsta förarna korsade mållinjen inom 0,7 sekunder.
Efter Grand Prix-karriären tävlade Zeelenberg i Supersport 1997-2000 med seger i två deltävlingar som främsta resultat. Han var sedan testförare åt Yamaha fram till 2008. Åren 2010-2016 var han "Team manager" åt Jorge Lorenzo i Yamahas fabriksstall i MotoGP. Sedan 2017 jobbar han som "rider coach" åt Maverick Viñales.